# Musaranya llúdria gegant
La musaranya llúdria gegant (Potamogale velox) es troba només a l'Àfrica central (des del sud de Nigèria, el Gabon i la República Centreafricana fins al nord d'Angola i Zàmbia). Molt rarament se l'ha trobada a l'oest de Tanzània i Uganda i una petita població viu entre Uganda i Kenya.